# Криворізька Рада Церков
Криворізька Рада Церков — представницький міжконфесійний консультативно-дорадчий орган, що діє на громадських засадах у місті Кривий Ріг. До складу Ради входять керівники Церков (релігійних об'єднань) України, представники усіх конфесій міста, окрім УПЦ МП та Свідків Єгови. Рада репрезентує об’єднаний голос і спільну позицію Церков Кривого Рогу.

## Історія
Рада утворена з метою об'єднання зусиль Церков, які підписали Декларацію, задля захисту принципів свободи совісті та віросповідання, рівності всіх релігійних організацій у своїх правах, поширення християнських цінностей і моралі.
17 травня 2014 року Криворіжці різних конфесій об'єдналися у чисельних молитвах за мир та єдність в Україні. За сприяння ради було організовано молебен під час протестів у 2015 році, організація опікувалася демократичністю виборчих процесів міста. Рада Церков організровувала лекції релігієзнавців та виставки. Звернення з нагоди виборів було затверджене громадою на Молитовному Вічі 18 жовтня 2015 року.

### Основні завдання
- поширення діалогу серед Церков, налагодження братерських стосунків і співпраці у поширенні християнських євангельських істин та відродженні християнської моралі у суспільстві;
- координація та узгодження спільної позиції Криворізьких Церков на міжконфесійному, державному та міжнародному рівнях;
- сприяння міжконфесійному взаємопорозумінню та злагоді у суспільстві;
- встановлення партнерських відносин між державою та церквою задля духовного відродження українського суспільства;
- обговорення актуальних питань релігійного життя та підготовка взаємоузгоджених пропозицій по вдосконаленню чинного законодавства в першу чергу з питань, що стосуються релігії, духовності і моралі;
- організація та проведення конференцій, семінарів,[9] нарад тощо з питань духовності, застосування і додержання законодавства;
- налагодження співпраці з органами державної влади і органами місцевого самоврядування, громадськими організаціями у сферах спільної відповідальності перед Богом та суспільством[10].

## Члени Ради
- Всеукраїнська Християнська Асамблея, Нємцев Олександр, пастор церкви «Слово віри»
- Всеукраїнський Союз церков християн віри євангельської — п'ятидесятників (ВСЦ ХВЄП), Степанченко Віктор, заступник єпископа обласного Об'єднання Дніпропетровської області, пастор церкви «Вефіль» м. Кривий Ріг
- Німецька євангелічно-лютеранська церква України (НЄЛЦУ), Фішер Олег, пастор церкви Св. Трійці
- Об'єднана церква християн віри євангельської (ОЦХВЄ), Кіндрат Віталій, пресвітер церкви «Преображення»
- Об'єднання Християнських церков «Дім Хліба», Валерій Григораш, єпископ об'єднання церков «Дім Хліба», старший пастор церкви «Дім Хліба»[11]
- Римо-Католицька Церква в Україні (РКЦ), Єжи Ліс, настоятель парафії Успіня Пресвятої Діви Марії
- Українська Греко-Католицька Церква (УГКЦ), Ігор Дмитришин, парох парафії Святої Трійці
- Українська Православна Церква Київського Патріархату (УПЦ КП), Агарков Олександр, протоієрей настоятель храму Храм святих мучениць Віри, Надії, Любові
- Українська Уніонна Конференція Церкви адвентистів сьомого дня (УУК ЦАСД), Олег Василенко, старший пастор в Криворізькому регіоні
- Секретар Криворізької Ради Церков, Морозов Роман, старійшина церкви (Собор Незалежних Церков України)[12]